# Ulica Pawła Włodkowica we Wrocławiu

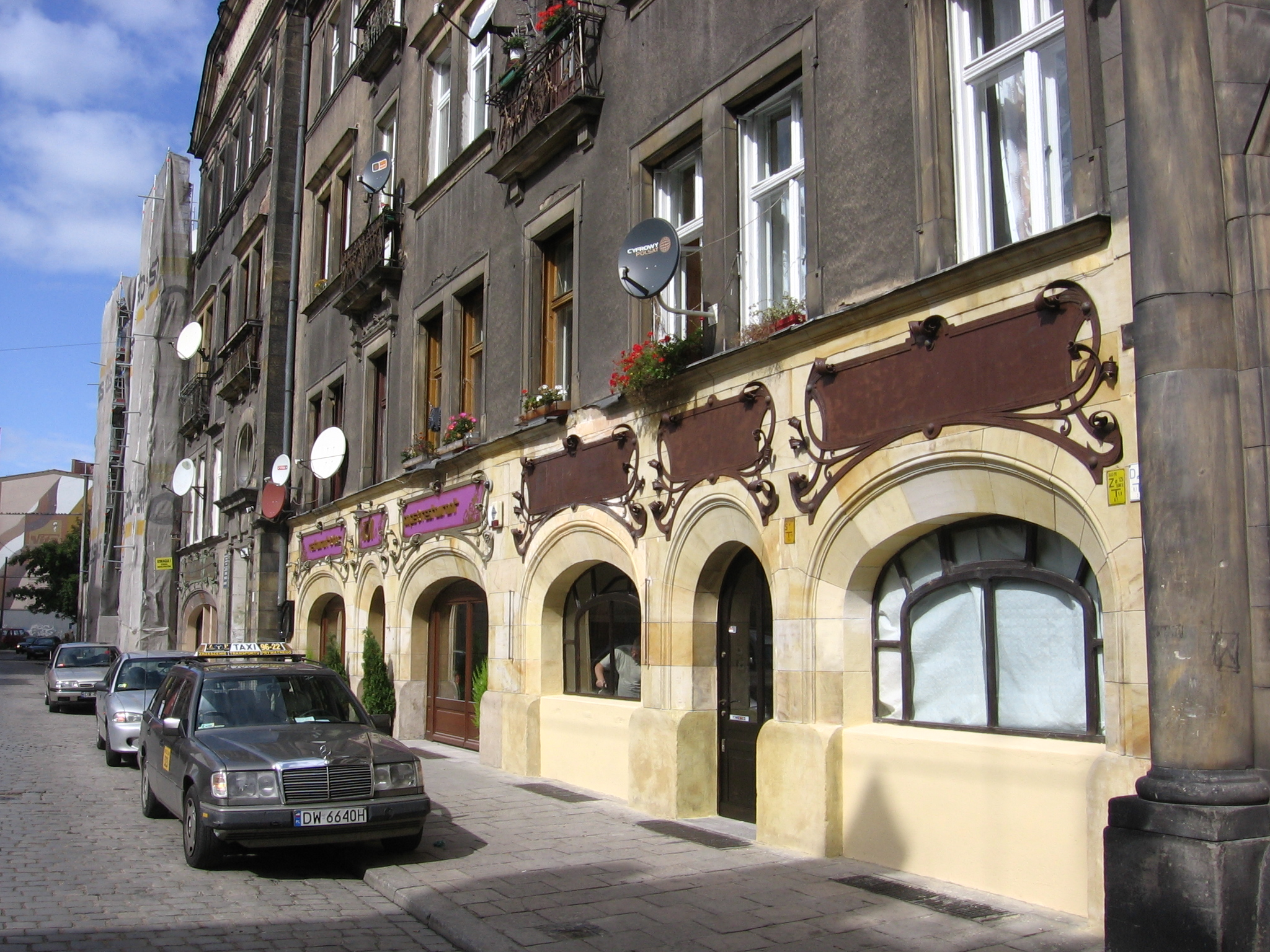
kamienice przy ul. Włodkowica 7, 9 i (remontowana) 11 - widok przed remontem

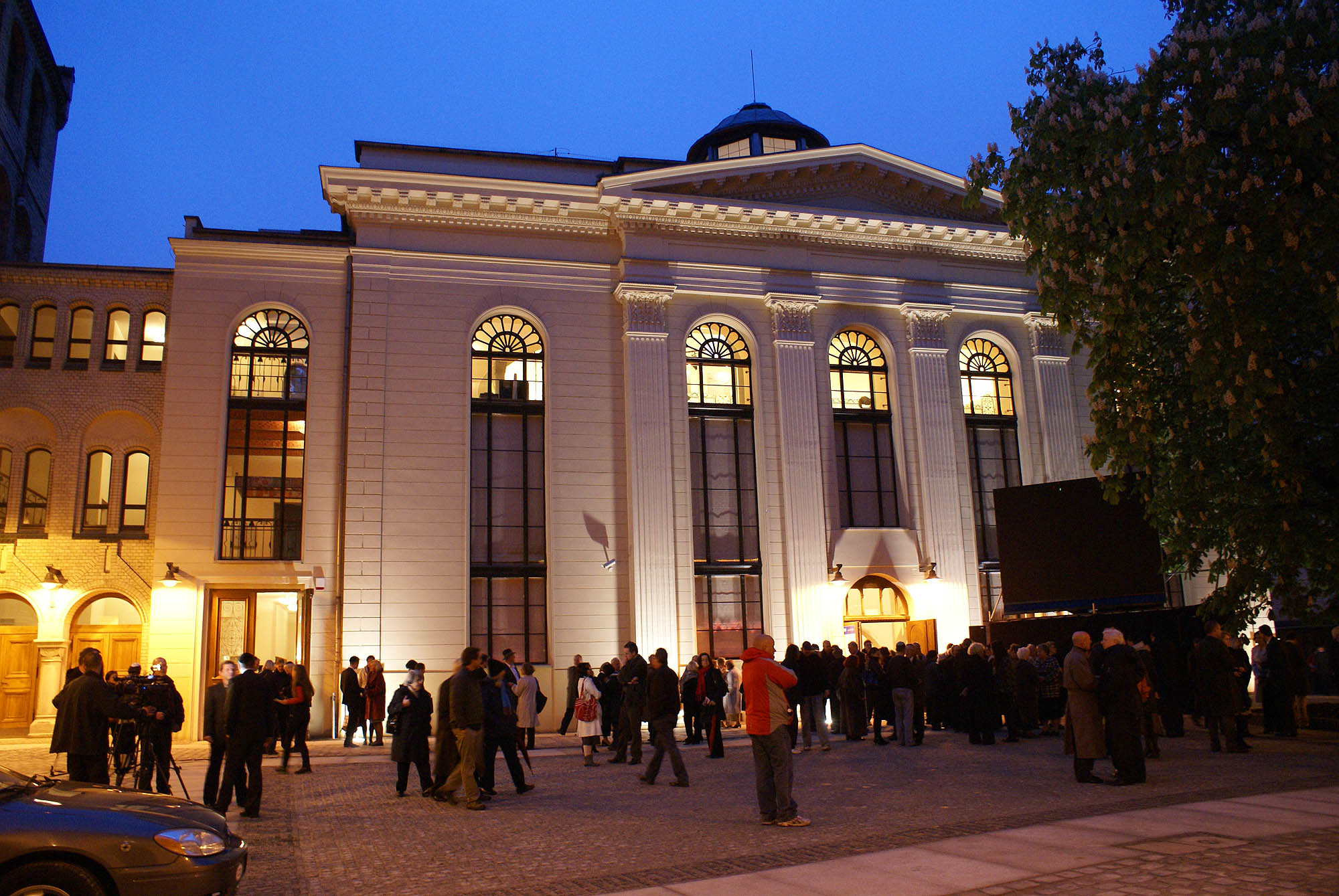
Synagoga Pod Białym Bocianem nocą

Ulica Pawła Włodkowica (j. niem Wallstraße) – ulica na wrocławskim Starym Mieście

## Nazwa
Ulica, niegdyś biegnąca wzdłuż linii zewnętrznych murów miejskich na południowo-zachodnim  ich odcinku, ale od ich wewnętrznej strony; jej historyczna nazwa – Wallstraße – oznacza "ulicę Wałową". Zaczynała się przy Bramie Mikołajskiej i stamtąd biegła na południe i południowy wschód aż do Schweidnitzer Straße (dzisiejszej Świdnickiej).

## Historia
O godzinie 3:00, przed świtem, 21 czerwca 1749 doszło do wielkiej katastrofy -piorun uderzył w basztę stojącą na miejscu dzisiejszej kamienicy nr 6 przy ul. Włodkowica. W jej wnętrzu znajdowało się dwa tysiące beczek prochu, które eksplodowały, znosząc z powierzchni ziemi okoliczną zabudowę, w znacznej części drewnianą, a nawet uszkadzając odległy o ponad pół kilometra murowany kościół Bożego Ciała przy ul. Świdnickiej i niszcząc okna od strony południowej w kościele św. Elżbiety. Znaczną grupę – około 1/3 – wśród 60 zabitych i dwustu rannych stanowili Żydzi – liczni mieszkańcy w okolicach Włodkowoca i Graupenstraße (dzisiejszej Krupniczej). Po tej katastrofie na miejscu zniszczonych wybudowano nowe domy.
Po zburzeniu na polecenie napoleońskich władz okupacyjnych fortyfikacji miejskich po roku 1807 na miejscu murów urządzona została miejska promenada spacerowa wzdłuż Fosy Miejskiej. Możliwa stała się zabudowa nie tylko północno-wschodniej i północnej pierzei Włodkowica (tam stanęła zwarta mieszkalna zabudowa miejska), ale także pierzei południowo-zachodniej i południowej (tu pierwotnie budowano jedynie parterowe obiekty gospodarcze).

## Zabudowa i zagospodarowanie
Przy Włodkowica powstały w XIX wieku liczne obiekty związane z funkcjonowaniem wrocławskiej gminy żydowskiej. M.in. w 1820 nabyto posesję w kwartale pomiędzy ulicą św. Antoniego 35 a Włodkowica 5-9, i kilka lat później zbudowano na niej synagogę Pod Białym Bocianem; na posesji nr 14 powstało w 1854 Żydowskie Seminarium Teologiczne. Dziś również siedziba Gminy Wyznaniowej Żydowskiej we Wrocławiu mieści się przy ul. Włodkowica nr 9.
Przy Włodkowica 4 znajdowała się rezydencja hrabiów Ballestremów, tzw. Pałac Ballestremów. 
Wschodnia część dawnej Włodkowica, pomiędzy Krupniczą a Świdnicką, przebiegała wzdłuż Exercierplatz ("Placu Ćwiczeniowego", dziś Plac Wolności) i wzdłuż południowego skrzydła rozbudowanego ok. 1845 zamku królów pruskich. Odcinek ten został wyłączony z tej ulicy w 1916; skrajna wschodnia jego część, tuż przy Świdnickiej, pomiędzy budynkiem Opery a Hotelem Monopol nazwana została Agnes Sorma Straße, pozostałą część, aż do Krupniczej, włączono do Schloßplatz ("Plac Zamkowy" na miejscu wcześniejszego "Ćwiczeniowego"). Od tego czasu ulica Włodkowica liczy około 0,47 km długości.
Po zniszczeniach podczas ostrzału Festung Breslau wiosną 1945 zabudowa ulicy uległa poważnym uszkodzeniom lub zniszczeniu, w części jednak w późniejszych latach ją odbudowano. M.in. w budynku nr 20 położonym w sąsiedztwie skrzyżowania z ul. Ruską znajduje się dziś urząd stanu cywilnego. Patronem ulicy został Paweł Włodkowic.